# Asperula cynanchica
Espèce
Classification APG III (2009)
Statut de conservation UICN

 LC  : Préoccupation mineure
Asperula cynanchica, l'aspérule à l'esquinancie, herbe à l'esquinancie ou aspérule des sables, est une espèce de plante vivace de la famille des Rubiaceae. Elle pousse dans les dunes ou dans des prairies au sol calcaire. Les fleurs sont petites et peuvent être soit roses soit blanches. Elle est originaire d'une grande partie de l'Europe.
Son nom est dérivé de son ancien emploi comme herbe médicinale pour soigner l'amygdalite purulente (ce que les Anglais nomment quinsy et les Espagnols absceso periamigdalino), c'est-à-dire l'esquinancie  comme son nom français l'indique. Le botaniste lyonnais Jacques Daléchamps avait d'ailleurs déjà décrit cette plante au XVIe siècle sous le nom de Synanchica .

## Statuts de protection, menaces
L'espèce n'est pas encore évaluée à l'échelle mondiale et européenne par l'UICN. En France elle est classée comme non préoccupante .
Toutefois localement l'espèce peut se raréfier :  elle est considérée comme Quasi menacée (NT), proche du seuil des espèces menacées ou qui pourrait être menacée si des mesures de conservation spécifiques n'étaient pas prises, dans les régions Basse-Normandie et Nord-Pas-de-Calais.

## Liste des sous-espèces
La World Checklist of Selected Plant Families (WCSP) (13 févr. 2011) reconnaît trois sous-espèces valides :
- Asperula cynanchica subsp. cynanchica
- Asperula cynanchica subsp. occidentalis (Rouy) Stace (1989)
- Asperula cynanchica subsp. pyrenaica (L.) Nyman (1879)